# أدلايد رايدرز
أدلايد رايدرز هو نادي كرة قدم أسترالي